# Johan Schwartz
Johan Schwartz (ur. 7 grudnia 1877 – zm. 25 grudnia 1920) – norweski łyżwiarz szybki, mistrz Europy.

## Kariera
Największy sukces w karierze Johan Schwartz osiągnął w 1902 roku, kiedy zwyciężył podczas mistrzostw Europy w Davos. Wygrał tam biegi na 1500, 5000 i 10 000 m, a w biegu na 500 m zajął trzecie miejsce. W tym samym roku był też trzeci na wielobojowych mistrzostwach świata w Helsinkach, jednak nie otrzymał medalu, bowiem według obowiązujących wtedy reguł przyznawano go tylko zwycięzcy. Był tam drugi na 1500 i 5000 m, trzeci na 10 000 m oraz czwarty na 500 m. Na rozgrywanych rok później mistrzostwach Europy w Sankt Petersburgu i mistrzostwach świata w Kristianii był najlepszy. W obu przypadkach nie otrzymał złotego medalu, bowiem zgodnie z zasadami musiał zwyciężyć w trzech z czterech biegów. Na ME wygrał tylko bieg na 5000 m, a na MŚ zwyciężył tylko w biegu na 1500 m. Ponadto dwukrotnie zdobywał medale mistrzostw Norwegii w wieloboju, w tym złoty w 1903 roku oraz srebrny w 1902 roku.